# Рузвельт, Эдит
Эдит Кермит Кэроу Рузвельт (англ. Edith Kermit Carow Roosevelt; 6 августа 1861 — 30 сентября 1948) — вторая жена Теодора Рузвельта и Первая леди США во время его президентства с 1901 по 1909 год.

## Биография
Родилась в Норуиче, Коннектикут в семье Чарльза Кэроу (1825—1883), купца, и Гертруды Элизабет Тайлер (1836—1895). Была внучкой Даниеля Тайлера, генерала федеральной армии во время Гражданской войны в США. В Нью-Йорке Эдит жила рядом с Рузвельтом и была подругой его младшей сестры Корины. Она отлично знала Теодора.
Она и её сестра Эмили Тайлер Кэроу (1865—1939) воспитывались в окружении комфорта и традиций. Её брат Кермит (февраль-август 1860) умер за год до её рождения.
В школе миссис Комсток, Эдит приобрела надлежащие штрихи для молодых леди того времени. Тихая девушка, которая любила книги, была частым спутником Теодора Рузвельта во время летних пикников в Оустер-Бей, Лонг-Айленд; но это закончилось когда он поступил в Гарвардский колледж. Хотя она присутствовала на его свадьбе с Элис Хетэуэй Ли в 1880 году, они были в разлуке до 1885 года.

## Роман и свадьба
Через год после смерти своей первой жены Теодор Рузвельт столкнулся с Эдит в доме своей сестры. Они начали видеть друг друга снова; 17 ноября 1885 год он сделал ей предложение и она согласилась. Однако, для приличия, молодой вдовец подождал объявлять о помолвке.
Рузвельт, в возрасте 28 лет, женился на своей второй жене, Эдит Карроу, которой было 25 лет, 2 декабря 1886 года в церкви Святого Георгия в Лондоне, Англия. В день свадьбы, тихой церемонии с небольшим количеством гостей, лондонский туман был настолько густой, что заполнил церковь. Хотя жених был виден, но он надел оранжевые перчатки. Его шафером был Сесил Артур Спринг-Райс, позже британский посол в США во время Первой мировой войны.
После тура по Европе в течение 15-недельного медового месяца молодожёны поселились в доме Сагамор Хилл, в Оустер-Бей. Миссис Рузвельт, защищала и эффективно управляла семейным бюджетом. На протяжении активной карьеры Теодора Рузвельта семейная жизнь оставалась крепкой и полностью восхитительной.

## Первая леди США

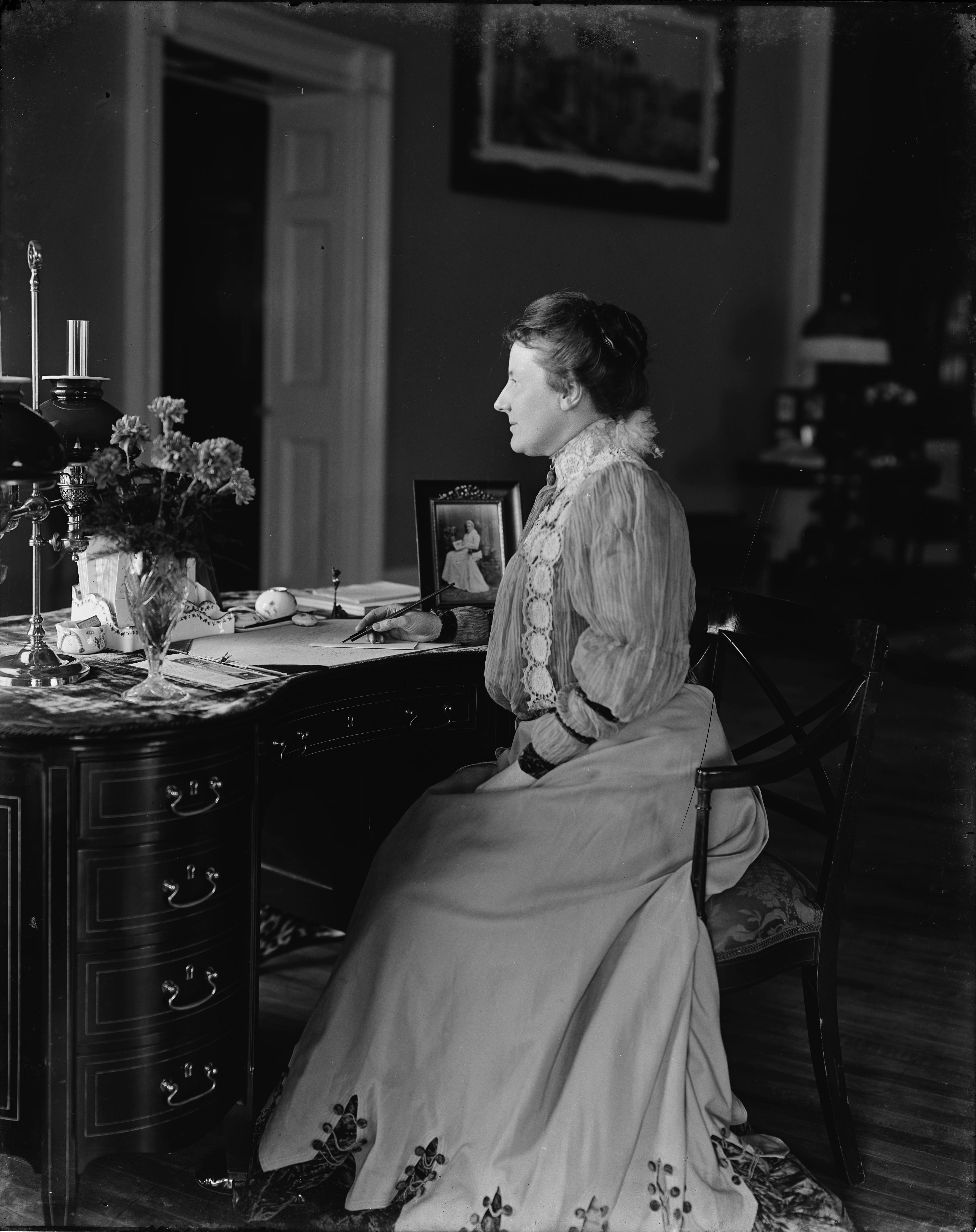
Эдит за столом

После убийства Мак-Кинли миссис Рузвельт приступила к исполнению своих новых обязанностей в качестве Первой леди с характерным достоинством. Она охраняла личную жизнь от повышенного интереса и старалась держать репортёров подальше от своей семьи. Общественность, впоследствии, слышала мало о её энергичном характере, здравом смысле и эффективном ведении домашнего хозяйства.
Как Первая леди она преобразовала традиционные еженедельные дамбы в музыкальные вечера, перестроив Белый дом за 475000 долларов в то, что президент Рузвельт назвал «простым и достойным жильём главы республики». В администрации Теодора Рузвельта Белый дом был явно социальным центром земли. Помимо официальных мероприятий, более мелкими партиями собирались мужчины и женщины из различных слоёв общества. Три семейных события выдвигались на первый план: дебют её падчерицы Элис Ли Рузвельт в 1902 году, свадьба «Принцессы Элис» с Николасом Лонгвортом, и дебют в Этель. Проницательный помощник описал Первую леди как «всегда вежливую, воспитанную хозяйку; чтобы ни происходило вокруг неё всегда улыбается, но никогда не критикует невежественных и всегда терпима к мало неискренней политической жизни».

## Последние годы жизни и смерть
После смерти своего мужа в 1919 году она съездила за границу, но всегда возвращалась в Сагамор Хилл как домой. Она сохранила до конца своей жизни интерес к Гильдии рукоделия, благотворительной организации, изготавливающей одежду для бедных, и в работе в Церкви Христа в Оустер-Бей. Она установила второе место жительство наследников семьи Тайлер в Бруклине, Коннектикут. Миссис Рузвельт вышла на пенсию в 1932 году и произнесла небольшую речь от имени Герберта Гувера, таким образом проведя кампанию против своего племянника Франклина Делано Рузвельта. Она никогда не заботилась о своей племяннице Элеоноре и не хотела видеть как та стала Первой леди.
Она умерла в своём доме в Оустер-Бей в Нью-Йорке 30 сентября 1948 года в возрасте 87 лет и
похоронена на мемориальном кладбище Янг в Оустер-Бей, Нью-Йорк.